# Phasia rotundata
Phasia rotundata là một loài ruồi trong họ Tachinidae.